# Supermarine Sea King
El Supermarine Sea King fue un caza biplano anfibio monoplaza británico diseñado por Supermarine en 1919.
Desarrollado a partir del Supermarine Baby y del Supermarine Sea Lion I, el Sea King era un biplano monoplaza propulsado por un motor Beardmore de 120 kW (160 hp) propulsor.  Voló por primera vez a principios de 1920 y fue exhibido por Supermarine en el Olympia Show de 1920 en Londres. La compañía publicó dibujos del diseño del avión antes de la feria; lo que exhibió fue probablemente un Supermarine Baby modificado.
El Sea King fue rediseñado por el nuevo diseñador jefe de Supermarine, Reginald Mitchell, en 1921, tal vez para cubrir las especificaciones del Ministerio del Aire para un avión de caza capaz de operar tanto desde un portaaviones como desde el agua. Designado como Sea King II, estaba propulsado por un motor Hispano-Suiza 8 de 220 kW (300 hp). Voló por primera vez en diciembre de 1921 y demostró unas excelentes maniobrabilidad y estabilidad, pero no fue seleccionado para la producción. Fue reconstruido por Mitchell y equipado con un motor Napier Lion; rebautizado como Sea Lion II, ganó la carrera del Trofeo Schneider en 1922.

## Diseño y desarrollo

### Sea King I
El 29 de octubre de 1919, Supermarine comenzó el diseño de un caza hidrocanoa monoplaza. Se desarrolló a partir del Supermarine Baby y de un avión derivado de él, el Supermarine Sea Lion I. El prototipo del Baby voló por primera vez tras su finalización en febrero de 1918, pero nunca entró en acción durante la Primera Guerra Mundial, y ya no se utilizó después del final de la guerra. El Sea Lion I había participado en la carrera del Trofeo Schneider de 1919, cuyos resultados fueron anulados cuando la carrera terminó en caos debido a la niebla.
El avión resultante, conocido como Sea King, era un biplano monoplaza propulsado por un motor Beardmore de 120 kW (160 hp) propulsor. Se conocen pocos detalles sobre el diseño en su forma original. El montaje de la ametralladora del avión estaba ubicado lo suficientemente bajo para que el piloto tuviera una vista sin obstáculos hacia adelante.

### Sea King II
En 1921, Reginald Mitchell, entonces diseñador jefe de Supermarine, produjo un diseño revisado del Sea King. Quizá se hizo para cubrir los requisitos de la Especificación N6/22, que requería el diseño de un avión de caza capaz de operar tanto desde la cubierta de un portaaviones como desde el agua. En diciembre de 1921, seis meses después de la finalización del diseño, el avión estaba construido y listo para las pruebas.
El Sea King II resultante era un biplano monoplaza, con un casco de madera, un tren de aterrizaje principal retráctil y un patín de cola fijo. La cola, ahora muy modificada, era de tipo monoplano montada a la mitad del empenaje único con un solo timón; tanto el empenaje como el timón eran más grandes que los del Sea King I. El avión estaba propulsado por un único motor Hispano-Suiza 8 de 220 kW (300 hp). Se podía acceder a la manija de arranque del Sea King II y al tapón del combustible desde detrás del asiento del piloto. Los puntales del tren de aterrizaje fueron diseñados para garantizar que se redujeran los impactos en el casco cuando la máquina aterrizara. Una característica única del Sea King II era un tubo que atravesaba el casco para suministrar aire al rediente trasero.
El Sea King II fue el primer avión diseñado por Mitchell después de haberse convertido en diseñador jefe de Supermarine en 1919. Lo diseñó teniendo en mente la facilidad de mantenimiento: el motor estaba montado independientemente de las alas y sólo era necesario quitar 18 pernos para retirar la estructura del ala, la unidad de potencia y el tren de aterrizaje.

## Historia operacional

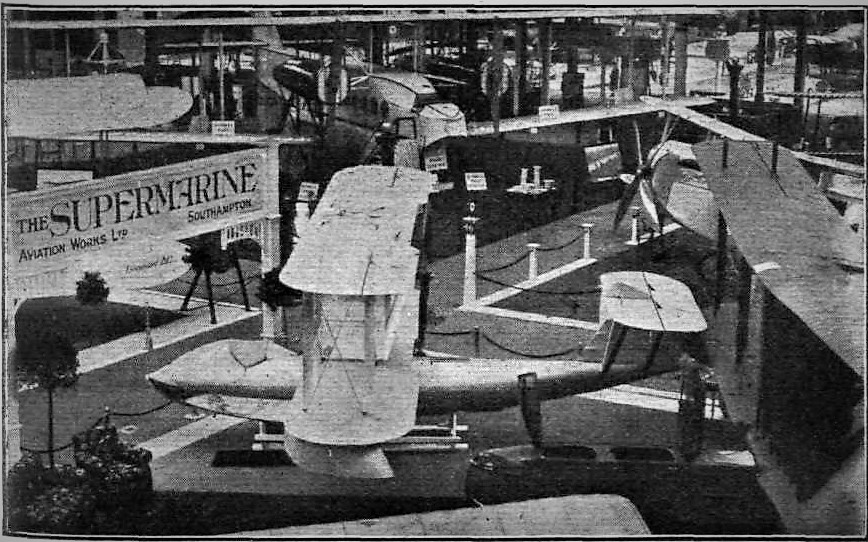
El Supermarine Sea King I en el Olympia Show en 1920.

Se cree que el Sea King I voló por primera vez a principios de 1920 después de su construcción, aunque es posible que nunca hubiera volado, ya que nunca fue registrado. Se desconoce la fecha exacta y el nombre del piloto de pruebas. El avión fue exhibido por Supermarine en el Olympia Show de 1920 en Londres, donde fue el único ejemplar de un caza hidroavión monoplaza en la exposición. Supermarine publicó dibujos del diseño del Sea King antes de la feria; el avión exhibido era probablemente un Baby modificado. Hay evidencias de que se habían realizado modificaciones a la estructura del ala antes de que el avión apareciera en el Olympia, y que su rendimiento mejoró cuando voló utilizando un motor Siddeley Puma.
El Sea King II fue matriculado como E-BAH en diciembre de 1921 (cuando recibió el nombre de Supermarine Amphibian Scout) y voló por primera vez ese mes. Durante las pruebas demostró unas excelentes maniobrabilidad y estabilidad, sin "marsopear" ni rebotar al entrar en contacto con el agua. No fue seleccionado para producción, y el Flycatcher y el Plover, ambos biplanos que podían convertirse entre tener tren de aterrizaje de rueda de cola convencional y flotadores, fueron encargados en pequeñas cantidades para una evaluación adicional. El Flycatcher logró ser seleccionado para equipar los portaaviones de la Marina Real.

### Legado

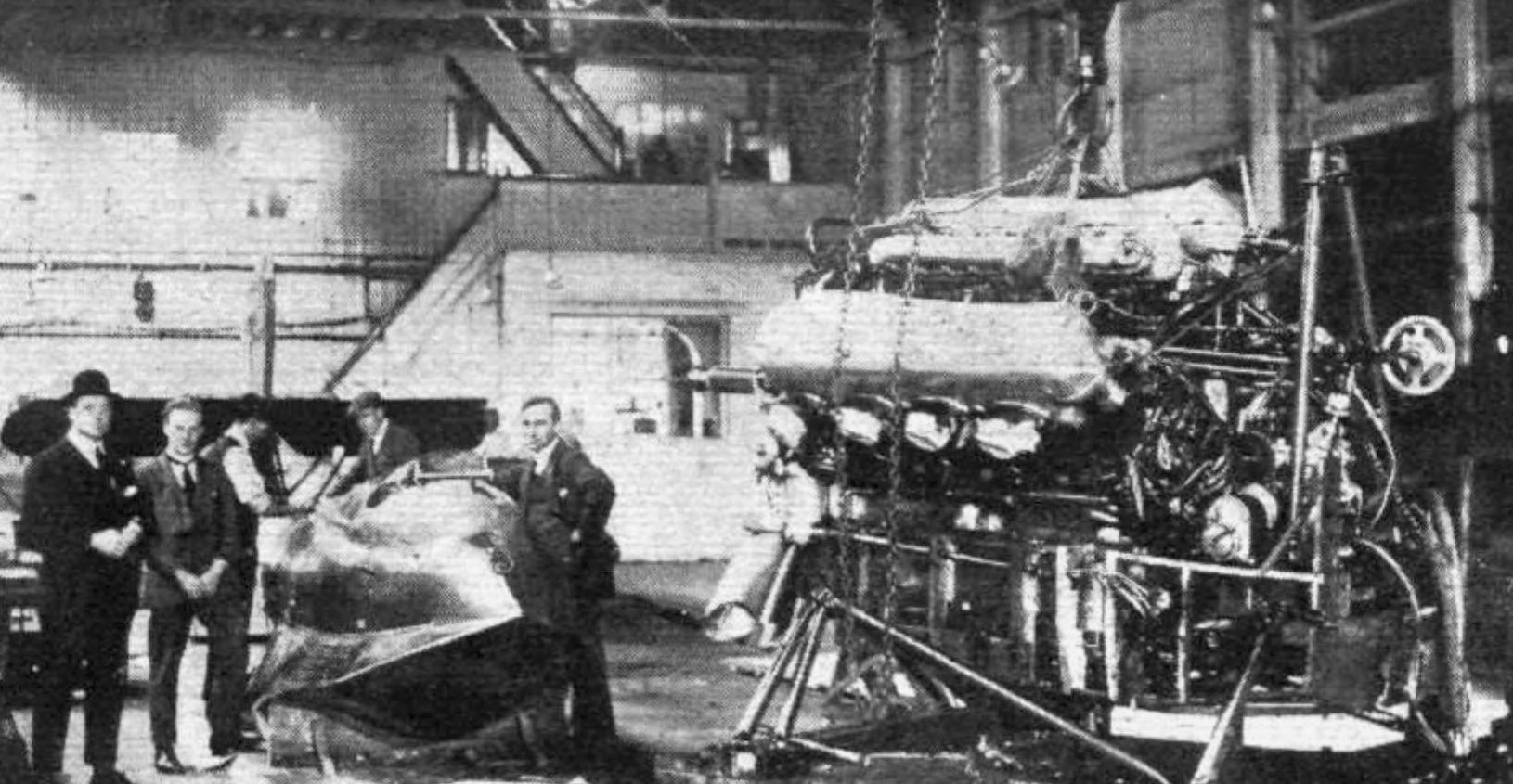
El casco del Sea Lion II y el motor Napier Lion en exhibición. R.J. Mitchell está en segundo lugar desde la izquierda.

El Sea King II fue reconstruido por Mitchell como un hidrocanoa de carreras y equipado con un motor Napier Lion para convertirse en el Supermarine Sea Lion II, que ganó la competición del Trofeo Schneider de 1922. El Sea Lion II estaba propulsado por un motor Napier Lion de 340 kW (450 hp), prestado por Napier. El nuevo motor supuso un aumento de la potencia del 50 %. El avión ganó la carrera con una velocidad media de 234,5 km/h. La victoria fue el primer éxito posterior a la Primera Guerra Mundial de un avión británico en una competición internacional, y generó una gran cantidad de publicidad para Supermarine.

## Variantes
Sea King I
Avión de caza hidrocanoa. Propulsado por un Beardmore de 120 kW (160 hp) o un Siddeley Puma de 180 kW (240 hp). Se construyó una aeronave.
Sea King II
Sea King I revisado, uno construido en 1921. Propulsado por un motor Hispano de 220 kW (300 hp).

## Especificaciones (Sea King I)
Referencia datos: Supermarine Aircraft since 1914

### Características generales
- Tripulación: Uno (piloto)
- Longitud: 8,3 m (27,3 ft)
- Envergadura: 10,8 m (35,5 ft)
- Altura: 3,5 m (11,6 ft)
- Superficie alar: 31,5 m² (339,1 ft²)
- Peso vacío: 959 kg (2113,6 lb)
- Peso cargado: 1134 kg (2499,3 lb) (con el motor Beardmore instalado)
- Planta motriz: 1× motor lineal de 6 cilindros refrigerado por agua Beardmore 160 hp.
  - Potencia: 120 kW (165 HP; 163 CV)
- Hélices: Bipala de paso fijo propulsora
- Capacidad de combustible: 50 galones[18]

### Rendimiento
- Velocidad máxima operativa (Vno): 178 km/h (110 MPH; 96 kt) a nivel del mar

## Especificaciones (Sea King II)
Referencia datos: Supermarine Aircraft since 1914

### Características generales
- Tripulación: Uno (piloto)
- Longitud: 8,2 m (26,7 ft)
- Envergadura: 9,8 m (32 ft)
- Altura: 3,5 m (11,6 ft)
- Superficie alar: 32,7 m² (352 ft²)[18]
- Peso vacío: 959 kg (2113,6 lb)
- Peso cargado: 1293 kg (2849,8 lb)
- Planta motriz: 1× motor lineal V8 refrigerado por agua Hispano-Suiza 8F.
  - Potencia: 220 kW (303 HP; 299 CV)
- Hélices: De cuatro palas de paso fijo propulsora
- Capacidad de combustible: 50 galones[18]

### Rendimiento
- Velocidad máxima operativa (Vno): 201 km/h (125 MPH; 109 kt) a nivel del mar
- Alcance: 2 h
- Carga alar: 40 kg/m² (8,2 lb/ft²) [18]
- Potencia/peso: 8,4 lb/hp [18]
- Tiempo a altitud: 12 min para 3048 m (10 000 pies)

### Armamento
- Ametralladoras: 

  - 1x Lewis de 7,7 mm frontal fija